# Ozero Kvetino
Ozero Kvetino (ryska: Озеро Кветино) är en sjö i Belarus. Den ligger i den norra delen av landet, 130 km nordost om huvudstaden Minsk. Ozero Kvetino ligger 172 meter över havet. Arean är 0,23 kvadratkilometer. Den sträcker sig 0,8 kilometer i nord-sydlig riktning, och 0,5 kilometer i öst-västlig riktning.
I omgivningarna runt Ozero Kvetino växer i huvudsak blandskog. Runt Ozero Kvetino är det glesbefolkat, med 16 invånare per kvadratkilometer.